# 希里万瓦里公主
希里万瓦里公主殿下（Sirivannavari Nariratana，1987年1月8日—），又譯作思蕊梵納瓦瑞，是泰国公主，也是泰国國王哇集拉隆功和余娃提达所生之唯一女兒，其热衷于时装设计，現任泰國女性時裝設計師、皇家陸軍上將。

## 生平
希里万瓦里的童年并不像个真正的公主一般幸福，由于母亲与父亲在国外同居多年，并非正式王室成员。1996年，王储瓦吉拉隆功指责母亲「不忠」后，一怒之下將余娃提達和4個兒子流放海外，母亲余娃提達便带着希里万瓦里和4个哥哥去到英国生活，可没过多久，王储父亲又千里迢迢把他们从英国“劫持”回泰国（因为据说哇集拉隆功把小女儿带回泰国时，做母亲的根本不知情）。年纪最小的她保留了王室頭銜，並得以和父親一起住在皇宮內。希里万瓦里在泰国一路接受贵族精英教育，之后考上了泰国国立学府朱拉隆功大学，在美术和应用艺术系攻读时装及纺织技术，这也促使她萌生了做一名时装设计师的梦想。
2005年，泰国国王普密蓬正式授予公主身份。她除了是瓦吉拉隆功最小的女兒，也是最倍受普密蓬疼愛的小孫女，在普密蓬驾崩时，希里万瓦里公主担任了移灵骑兵队的指挥官，负责将老国王遗骨护送至灵堂。

### 事业
因为对服装设计感兴趣，希里万瓦里在大学读的是时装及纺织技术。2004年，只有17岁的希里万瓦里就创立了自己的同名时尚品牌，并被米兰时尚周邀请为客座设计师。此后公主进入大学攻读时尚设计学位，还专门前往巴黎和意大利取经。2007年她在巴黎时装周开了自己的首秀，成为了时尚界的人物，经常参加一些时装秀的活动。凭借着自己的实力，几年内登遍了全球各大时尚杂志的封面，连迪奥、香奈儿也来请她代言，在事业上取得重大成功。2009年，在《福布斯》杂志评选的“全球最赤手可热皇室成员”中，高居第五名。

### 体育运动
希里万瓦里在体育界上也是一把好手，她和许多王室成员一样，自幼接受马术、羽毛球等训练，马术和羽毛球也都达到了专业运动员的水準。为了在自己钟爱的羽毛球运动中求得“真经”，她甚至专程赶到中国，随中国国家队运动员一起训练了一段时间。
2005年，18岁的希里万瓦里以泰國國家羽毛球隊选手身份参加东南亚运动会，最后成功夺得羽毛球团体冠军。2016年，泰国举办羽毛球大师赛时，还把比赛命名Sirivannavari公主泰国羽毛球大师赛。
2013年东南亚运动会召开时，希里万瓦里也曾代表泰国参加过马术比赛。她接受9月刊《TATLER》杂志采访时说：“我一周训练6天，每个小时骑三匹马。虽然受过伤，摔断过腿，扭伤过左脚，但没放弃过，只想着如何实现目标。”2017年，在东南亚运动会上，希里万瓦里和泰国马术队队友夺得了马术团体赛亚军。

### 軍事
2024年10月31日，皇家法令宣布公主的父親玛哈·哇集拉隆功國王陛下慷慨地任命希里万瓦里公主殿下為上將。並將擔任泰國皇家陸軍特別專家（上將銜）這個職位。

## 图库

皇家标志